# Trashiyangtse

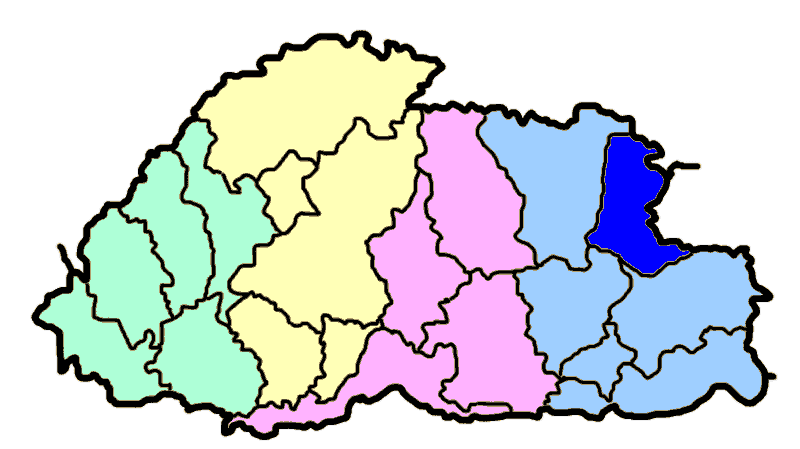
Districtul Trashiyangtse

Trashiyangtse este un district din Bhutan. Are o suprafață de 1.754 km² și o populație de 35.600 locuitori. Districtul Trashiyangste este divizat în 8 municipii.